# LDE(X)
LDE(X) war eine der ausgereiftesten LiteStep-Distributionen, die von 1999 bis 2013 entwickelt wurde. Die Webseite des Projekts ist nicht mehr online, der Code kann noch über SourceForge genutzt werden. Ihr öffentliches Debüt hatte die Software mit LDE R4 im Oktober 1999. Die Ausgabe LDE-X R1.0 brachte im Jahr 2000 eine bedeutende Änderung im Ansatz mit sich. Die Software wurde seit Beginn der Entwicklung als freie Software unter den Bedingungen der GPL angeboten und läuft momentan nur auf den Betriebssystemen Windows 2000 und Windows XP.
LDE wurde ursprünglich angelegt, um Benutzern des Common Desktop Environment, kurz CDE, eine leicht zu verstehende Benutzeroberfläche unter Windows NT anbieten zu können, und war von Anfang an für Universitäten und Unternehmen gedacht. Bis heute hat es sich zu einem wesentlich komplexeren System entwickelt, das auf einem Framework basiert, das wiederum auf Microsoft-Windows-Script(JavaScript)-Code und dem von LiteStep verwendeten Skriptcode basiert. Das Framework unterstützt außerdem die Sprachen Python und Lua. Diese weiträumige Unterstützung war eine wohlüberlegte Zielsetzung des Entwicklerteams, weil so Erweiterungen für das System von anderen Entwicklern ohne Probleme beigesteuert werden können. Mehrsprachenunterstützung wird vom System ebenfalls angeboten, obwohl das aufgrund der mit LiteStep einhergehenden Einschränkungen nicht die ideale Lösung ist.
Das Framework vereinfacht allgemeine Aufgaben durch das Angebot an individuellen Skripten. Ein typisches Beispiel für die Basis des Frameworks ist, dass jeder Autor eines traditionellen LiteStep-Themas (Benutzeroberfläche) entweder seinen eigenen Code zum Speichern von Einstellungen in Dateien schreiben musste oder den Benutzer bitten musste, den Code direkt zu bearbeiten. Die LDE-Entwickler entschieden, dass das eine einfach zu handhabende Sache sein müsste und schrieben für diesen und andere Fälle Skripte, die das Kernframework von LDE(X) anpassen können.
Das Framework unterstützt außerdem den Open-Theme-Standard, der in Version 2 vorliegt und von der LiteStep-Community verwendet wird. Das war eine von den Nutzern gewünschte Funktion, die es solchen Themen ermöglicht, Teile des LDE(X) SDK zu verwenden, um deren Möglichkeiten zu erweitern, wenn diese auf LDE(X) laufen.
Die Benutzeroberfläche wird im Framework ausgeführt und kann selbst Erweiterungen (Plug-ins) aus einem gemeinsamen Depot für alle Benutzer laden.
LDE(X) wird von einem Programm namens OpenLDE begleitet, das es auf LDE basierenden Projekten ermöglicht, schnell als LDE-Derivat erkannt zu werden.